# Coligny
Coligny è un comune francese di 1 177 abitanti situato nel dipartimento dell'Ain della regione dell'Alvernia-Rodano-Alpi.

## Storia

### Simboli
Lo stemma riprende l'arma dei Coligny, nobile famiglia estinta nel 1694. L'aquila dei de Coligny è linguata di azzurro mentre quella del comune è d'oro.

## Società

### Evoluzione demografica
Abitanti censiti